# Moses Hirschel
Moses Hirschel (* 13. September 1754 in Breslau; † 1818) war ein deutscher Aufklärer, Schriftsteller und Schach-Autor. Er war ein Repräsentant der Haskala der Breslauer Juden.

## Leben
Hirschel wurde 1754 als Sohn eines Gewehrlieferanten geboren. Zunächst erhielt er eine talmudische Ausbildung, wandte sich dann der europäischen Aufklärung zu, deren Ideen er sich als Autodidakt aneignete. Nach seiner kurzen Tätigkeit als Handlungsgehilfe unternahm er mehrere Reisen, die ihn unter anderem nach Berlin und Holland führten. Daraufhin wurde er einige Jahre Hofmeister. Ab 1773 war Hirschel wieder als Privatgelehrter und Publizist in seiner Heimatstadt ansässig und lebte vom Unterricht im Schachspiel, als Antiquar und von seiner literarischen Arbeit. Dabei arbeitete er eng mit Johann Joseph Kausch zusammen, der mehrere seiner Schriften herausgab, die er anders als andere jüdische Aufklärer nur in Deutsch verfasste. In einigen Schriften kritisierte er das Breslauer Rabbinat und die jüdischen Traditionen.  
Anfang 1791 bewarb er sich um ein Lehramt an der von aufklärerisch-reformerischen, in der Gesellschaft der Brüder zusammengeschlossenen Gemeindemitgliedern mit Unterstützung der preußischen Obrigkeit gegründeten Wilhelmsschule für jüdische Kinder. Sein Einstellungsgesuch an den schlesischen Provinzialminister Karl Georg Heinrich von Hoym wurde vom zuständigen Direktionskolleg abgewiesen unter anderem mit dem Verweis auf die Rücksicht auf traditionsgebundene Juden und um bestehende innergemeindliche Spannungen zu vermeiden. 
Ebenso wurde seine Anstellung im öffentlichen Erziehungswesen aufgrund eines Mangels an „Subordination“ abgelehnt. 1796 gründete er gemeinsam mit einem Breslauer Kaufmann eine als „Commißions-Expedition“ fungierende Handelsfirma, der er nach der Trennung von seinem Geschäftspartner ab Anfang 1801 alleine vorstand. Hirschel ließ sich 1804 zusammen mit seiner Familie protestantisch taufen und nahm in der Folge den Namen Christian Moritz Hirschel an.
Hirschel publizierte die erste deutschsprachige Übersetzung der Schachschriften Gioachino Grecos, zusammen mit einer Wiederauflage von Philipp Stamma: Das Schach des Herrn Giochimo Greco Calabrois und die Schachspiel Geheimniße des Arabers Philipp Stamma übersetzt, verbeßert und nach einer ganz neuen Methode zur Erleichterung der Spielenden umgearbeitet (Breslau 1784, Nachdruck Zürich: Olms 1979 und 1987). Hirschels Übersetzung der zwei Schachklassiker war bedeutend für die Popularisierung der Algebraischen Notation in Deutschland.

## Werke
- Das Schach des Herrn Gioachino Greco Calabrois und die Schachspiel-Geheimnisse des Arabers Philipp Stamma, Drey Theile, Breslau 1784. [SBBKP: Os 15808]
- Kampf der jüdischen Hierarchie mit der Vernunft, Breslau bey Wilhelm Gottlieb Korn 1788, 103 S. [SBBKP: Ez 710]
- Jüdische Intoleranz und Fanatismus in Breslau, in: Wahrheit und Freymüthigkeit in schwesterlicher Umarmung, hrsg. von Johann Joseph Kausch, 1. Bd., Nürnberg 1789, S. 48–85.
- Ueber die allzufrühen Ehen der jüdischen Nation; physisch, politisch und pädagogisch betrachtet, in: Johann Joseph Kausch (Hrsg.): Freymüthige Unterhaltungen Über die neuesten Vorfälle unsers Zeitalters, die Sitten und Handlungsarten der Menschen; zusammengetragen von einigen teutschen und polnischen Patrioten, Bd. I., Leipzig 1790, S. 60–94. [SBBKP: Nq 13172]
- Patriotische Bemerkungen Über die kleine Schrift: Patriotischer Zuruf an die Herren Stände breslauischen Creises. De dato den 27ten Januar 1789, Breslau auf Kosten des Verfassers zu finden bey: Gottlieb Loewe:Breslau 1790, S. 3–36.
- Ueber das Schachspiel, in: Johann Joseph Kausch (Hrsg.): Freymüthige Unterhaltungen über die neuesten Vorfälle unsers Zeitalters, die Sitten und Handlungsarten der Menschen; zusammengetragen von einigen teutschen und polnischen Patrioten, 2. Bd., Leipzig 1791 (eigentlich 1790).
- Ueber das Schachspiel, dessen Nutzen, Gebrauch und Mißbrauch, psychologisch, moralisch und scientisisch erörtert, Breslau 1791.
- Biographie des jüdischen Gelehrten und Dichters Ephraim Moses Kuh. In: Ephraim Moses Kuh. Hinterlassene Gedichte. Hrsg. von Carl Wilhelm Ramler, 2 Bde., Zürich 1792. 1 Bd., S. 40–152. [SBBKP: Ym 5721-1]
- Apologie der Menschenrechte Oder philosophisch kritische Beleuchtung der Schrift: Ueber die physische und moralische Verfassung der heutigen Juden, Zürich (Orell, Geßner, Füßli und Comp.) 1793, XXXVI, 215 S. [SBBKP: Ez 740]
- Moses Hirschels Unterricht für Schachspieler nebst Entdeckung der Schachspielgeheimnisse derer Herren Gisachino Greco Calabrois und des Arabers Philipp Stamma, verbessert und nach einer ganz neuen Methode zur Erleichterung der Spielenden umgearbeitet, Leipzig 1795 [1. Aufl. 1784] [SBBKP: Os 15810]